# Conquest (film, 1928)
Pour les articles homonymes, voir Conquest.
Pour plus de détails, voir Fiche technique et Distribution.
Conquest est un film américain réalisé par Roy Del Ruth et sorti en 1928, utilisant le procédé sonore Vitaphone.

## Synopsis

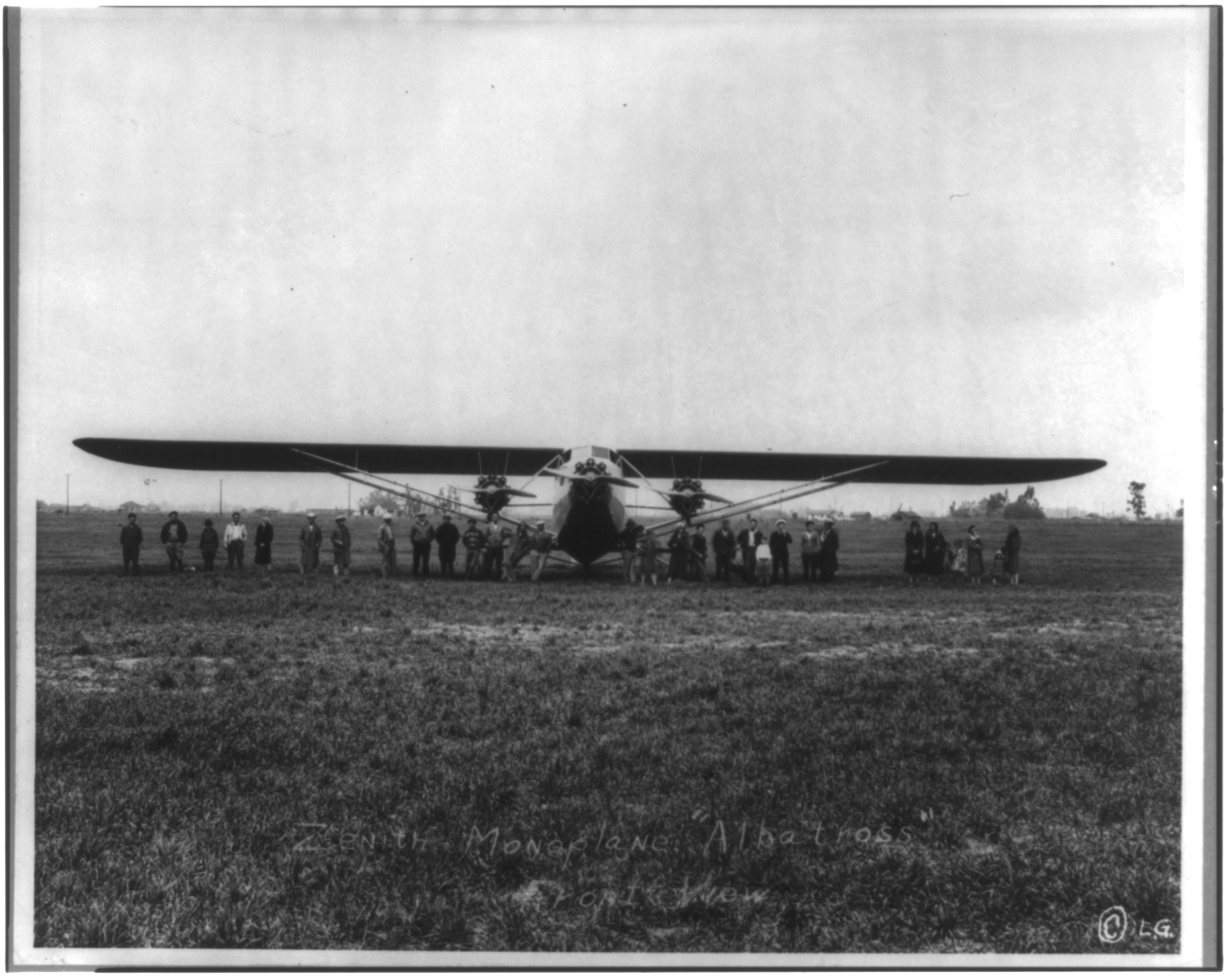
Le Zenith Albatross Z-12 utilisé pour le tournage du film.

Deux pilotes, James Farnham et Donald Overton sont amoureux de la même fille, Diane Holden. En tentant de voler en avion vers le pôle Sud, les deux hommes rencontrent des problèmes et s'écrasent dans l'Antarctique. Donald a la jambe cassée et James l'abandonne à son sort. Il peut désormais avoir Diane pour lui tout seul.
Sauvé par l'équipage d'un baleinier, Donald est blessé mais survit. Lorsqu'il se rétablit, il jure de se venger de l'homme qui l'a abandonné. De retour chez lui, James a épousé Diane, l'ancienne fiancée de Donald.
Fou de douleur et ivre de vengeance, Donald part à la recherche de Dianne et James. Donald persuade William Holden, le père de Diane, sponsor du premier vol, de financer un autre vol vers l'Antarctique.
Le même équipage est reformé, mais encore une fois les deux pilotes s'écrasent, et cette fois c'est James qui est blessé, incapable de bouger à cause d'une jambe cassée. Donald ne peut se résoudre à l'abandonner et ensemble, ils réussissent à se sauver.
Sur le chemin du retour à la civilisation, James demande pardon à Donald puis se suicide, permettant à Donald de trouver le bonheur avec Diane.

## Fiche technique
- Réalisation : Roy Del Ruth
- Scénario : C. Graham Baker, Joseph Jackson (titres), Jackson Rose (dialogue), Eve Unsell (adaptation)
- Producteurs : Warner Brothers
- Photographie : Barney McGill
- Montage : Jack Killifer
- Production : The Vitaphone Corporation
- Durée : 75 minutes
- Date de sortie : 
  - États-Unis : 22 décembre 1928

## Distribution

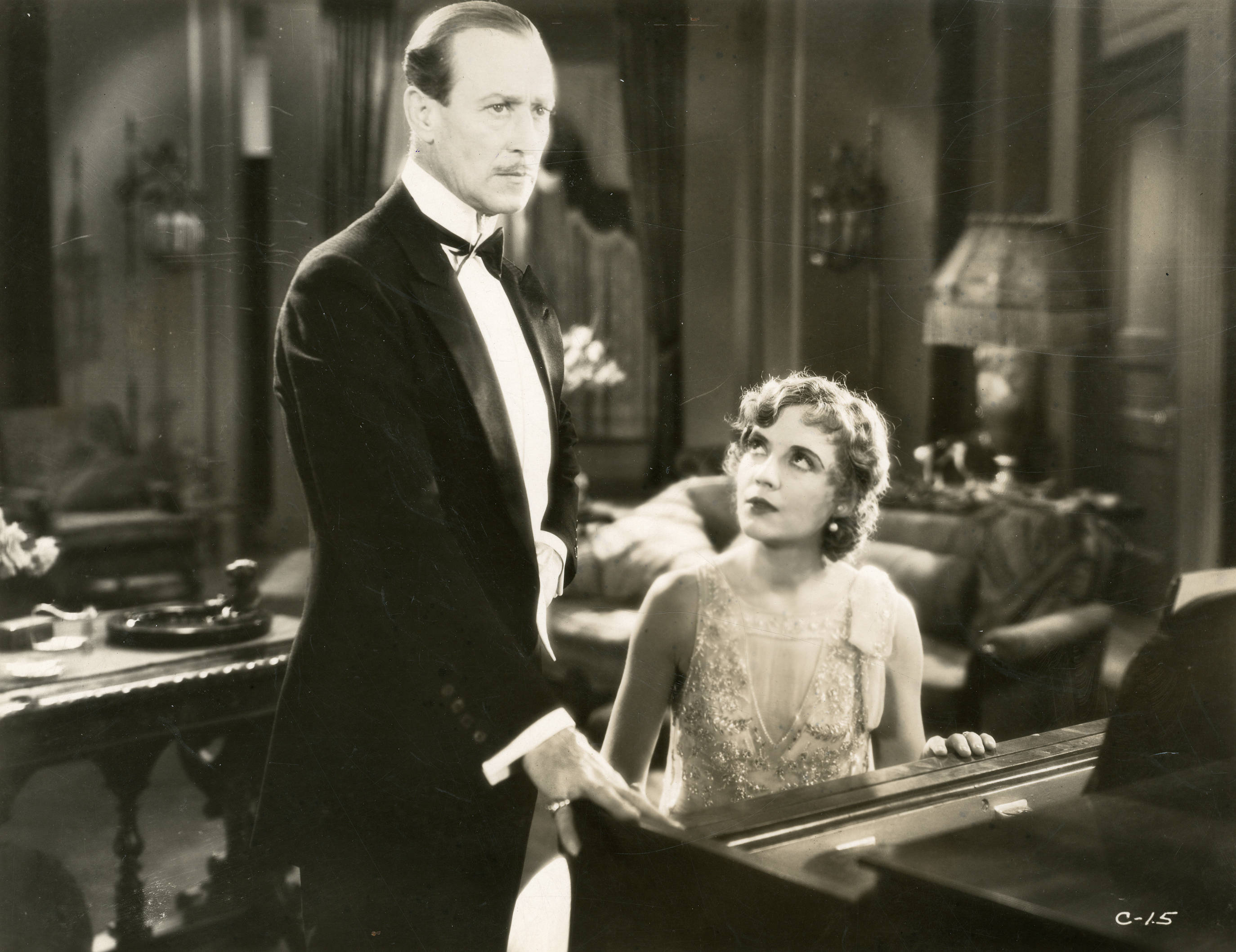
Lois Wilson dans une scène du film.

- Monte Blue : Donald Overton
- H.B. Warner : James Farnham
- Lois Wilson : Diane Holden
- Edmund Breese : William Holden
- Tully Marshall : Dr. Gerry

## Production
Le travail de pré-production concernait un projet de film intitulé The Candle in the Wind, qui a ensuite été modifié en Conquest. Fortement influencé par la sensibilisation du public à l'exploration aérienne de l'Antarctique par le contre-amiral Richard E. Byrd, Conquest a été l'un des nombreux films d'aviation sur les vols en Antarctique à l'époque, notamment With Byrd at the South Pole (1930) et The Lost Zeppelin (1929). Le tournage principal de Conquest a commencé le 30 juillet 1928. Pour recréer l'avion utilisé lors du vol en Antarctique, une « maquette élaborée de trimoteur Fokker à grande échelle » a été construite.

## Réception
L'historien du cinéma aéronautique Stephen Pendo, dans Aviation in the Cinema (1985), a caractérisé ce film comme étant un des premiers « talkie » typique ayant une forte dépendance au dialogue, avec jusqu'à 70 pour cent du film occupé par des dialogues.